# Milford (Nou Hampshire)
Milford és una població dels Estats Units a l'estat de Nou Hampshire. Segons el cens del 2000 tenia 13.575 habitants.

## Demografia
Segons el cens del 2000, Milford tenia 13.575 habitants, 5.201 habitatges, i 3.547 famílies. La densitat de població era de 207,1 habitants per km².
Dels 5.201 habitatges en un 37,3% hi vivien nens de menys de 18 anys, en un 54,8% hi vivien parelles casades, en un 9,8% dones solteres, i en un 31,8% no eren unitats familiars. En el 25,1% dels habitatges hi vivien persones soles el 7,8% de les quals corresponia a persones de 65 anys o més que vivien soles. El nombre mitjà de persones vivint en cada habitatge era de 2,58 i el nombre mitjà de persones que vivien en cada família era de 3,11.
Per edats la població es repartia de la següent manera: un 27,7% tenia menys de 18 anys, un 6,6% entre 18 i 24, un 34,5% entre 25 i 44, un 21,5% de 45 a 60 i un 9,6% 65 anys o més.
L'edat mediana era de 35 anys. Per cada 100 dones de 18 o més anys hi havia 92 homes.
La renda mediana per habitatge era de 52.343$ i la renda mediana per família de 61.682$. Els homes tenien una renda mediana de 42.244$ mentre que les dones 28.220$. La renda per capita de la població era de 24.425$. Entorn del 3,1% de les famílies i el 5,2% de la població estaven per davall del llindar de pobresa.